# Something in the Way You Move
Something in the Way You Move è un singolo della cantante britannica Ellie Goulding, pubblicato il 19 gennaio 2016 come terzo estratto dal terzo album in studio Delirium.

## Descrizione
Something in the Way You Move è una canzone elettropop. Il testo descrive un'attrazione sfortunata per qualcuno. Alexis Petridis di The Guardian ha notato delle somiglianze tra la canzone e Love Me like You Do, dicendo che ha "un ritornello praticamente identico". Eve Barlow di Spin ha scritto che il ritornello ricorda la musica degli anni '80.

## Accoglienza
Something in the Way You Move ha ricevuto recensioni contrastanti da critici musicali. MTV News ha defibito la canzone "puro pop". Ian Sandwell di Digital Spy ha elogiato la canzone come "pura magia pop" e "oro pop". Bianca Gracie di Idolator l’ha ritenuta "vibrante" e ha avvertito di non essere sorpresi se "diventa molto famosa in radio". Tuttavia, Music Times ha dato alla traccia una recensione negativa, definendola "pop generico" e affermando che non c'è niente di "interessante" al riguardo.  Hazel Cills di Pitchfork l'ha paragonata negativamente a Me & the Rhythm di Selena Gomez.

## Tracce
Download digitale
1. Something in the Way You Move – 3:46 (Elena Jane Goulding, Greg Kurstin)

## Esibizioni dal vivo
La cantante si è esibita con Something in the Way You Move da TFI Friday il 27 novembre 2015. Il 31 dicembre, l’ha cantata da Alan Carr's New Year Specstacular.

## Video musicale
Il videoclip è uscito nell'ottobre 2015, quando il brano era stato diffuso a scopo promozionale.

## Classifiche

### Classifiche settimanali
| Classifica (2016) | Posizione massima |
| ----------------- | ----------------- |
| Australia         | 46                |
| Austria           | 52                |
| Belgio (Fiandre)  | 17                |
| Belgio (Vallonia) | 23                |
| Canada            | 59                |
| Francia           | 97                |
| Germania          | 70                |
| Irlanda           | 62                |
| Paesi Bassi       | 69                |
| Polonia           | 5                 |
| Regno Unito       | 51                |
| Repubblica Ceca   | 35                |
| Slovenia          | 8                 |
| Stati Uniti       | 43                |
| Svizzera          | 58                |

### Classifiche di fine anno
| Classifica (2016) | Posizione |
| ----------------- | --------- |
| Belgio (Vallonia) | 97        |

## Date di pubblicazione
| Paese                 | Data            | Formato                | Etichetta              | Nota   |
| --------------------- | --------------- | ---------------------- | ---------------------- | ------ |
| Stati Uniti d'America | 19 gennaio 2016 | Contemporary hit radio | Cherrytree, Interscope | [ 20 ] |
| Italia                | 29 aprile 2016  | Contemporary hit radio | Universal              | [ 21 ] |